# Förbundet för bandy och landhockey SSSR
Förbundet för bandy och landhockey SSSR (ryska: Федерация хоккея с мячом и хоккея на траве СССР) var det styrande organet för bandy och landhockey i Sovjetunionen. Fram till 1967 hette det Sovjetiska hockeyförbundet och administrerade också ishockey, men den senare sporten fick därefter ett eget förbund.
Förbundet stiftade, tillsammans med förbunden från Finland, Norge och Sverige, Internationella Bandyförbundet 1955 och lag från Sovjetunionen deltog i alla bandy-VM för herrar så länge unionen existerade. Efter Sovjetunionens upplösning 1991, ersattes förbundet av Allryska bandyförbundet 1992 (som senare bytte namn till Ryska bandyförbundet) samt så småningom också av nya bandyförbund i andra länder som tidigare hade ingått i Sovjetunionen.